# اچ‌ام‌اس استرافورد (۱۷۱۴)
اچ‌ام‌اس استرافورد (۱۷۱۴) (به انگلیسی: HMS Strafford (1714)) یک کشتی بود که طول آن ۱۳۰ فوت (۳۹٫۶ متر) بود.